# François de La Rocque
François de La Rocque (ur. 6 października 1885 w Lorient, zm. 28 kwietnia 1946 w Paryżu) – hrabia, oficer rezerwy armii francuskiej (podpułkownik), skrajnie prawicowy działacz polityczny, przywódca ugrupowania politycznego Croix-de-feu i Francuskiej Partii Społecznej w latach 30. XX wieku.

## Życiorys
Był synem Raymonda de la Rocque, generała artylerii morskiej. W latach 1905–1907 uczył się w akademii wojskowej w Saint Cyr. Od 1912 r. służył w Algierii, a następnie Maroku. Brał udział w I wojnie światowej w stopniu majora. W latach 1921–1923 przebywał w Polsce z francuską misją wojskową, a w latach 1925–1926 walczył w Maroku z tamtejszymi powstańcami. W 1928 r. odszedł z wojska w stopniu podpułkownika.
W 1930 r. wstąpił do Croix-de-feu (Ogniste Krzyże), nacjonalistycznej organizacji kombatanckiej, obejmując w 1932 r. przywództwo. Zerwał z jej finansowaniem przez François Coty’ego. Pod jego kierownictwem nastąpiło silne upolitycznienie i zmilitaryzowanie organizacji. Powstała też przybudówka młodzieżowa pod nazwą les fils et filles de Croix de Feu. Do nacjonalistycznego programu organizacji płk F. de La Rocque dodał hasła socjalnej obrony narodowej gospodarki przed międzynarodową konkurencją, zmniejszenia podatków, zwalczania spekulacji oraz krytyki państwowego interwencjonizmu.
Zaczęto też występować przeciwko rządom Frontu Ludowego, biorąc udział w ulicznych demonstracjach. Eskalacja nastąpiła 6 lutego 1934 r., kiedy w Paryżu doszło do masowej demonstracji prawicowych i nacjonalistycznych ugrupowań, w tym Croix-de-Feu, zakończonej walką z policją i komunistycznymi bojówkami. Jednakże przemarsz członków Croix-de-Feu zakończył się przed rozpoczęciem pozostałych demonstracji, co doprowadziło do oskarżenia płk. F. de La Rocque’a o brak faktycznej chęci obalenia lewicowego rządu. W I połowie lat 30. rosła skokowo liczebność organizacji i jej przybudówek, od ok. 60 tys. w 1932 r. do ok. 400–450 tys. w 1935 r. Croix-de-Feu była uważana przez francuskie władze za najbardziej niebezpieczną spośród paramilitarnych i antyparlamentarnych lig, a także upatrywano w niej naśladowczyni włoskich faszystów i niemieckich narodowych socjalistów. W rezultacie rząd Frontu Ludowego rozwiązał ją 18 czerwca 1936 r.
Pułkownik F. de la Rocque jeszcze w tym samym roku założył Francuską Partię Społeczną (Parti Social Français) jako sukcesorkę Croix-de-Feu. Zajmowała ona umiarkowane pozycje, będąc prekursorką gaullizmu. Głosiła też hasła antysemickie. Liczyła ok. 600–800 tys. członków.
Po najeździe hitlerowskich Niemiec na Francję i jej kapitulacji w czerwcu 1940 r., płk F. de la Rocque zreorganizował swoją partię, przemianowując ją na Progrès Social Français. W grudniu zaakceptował politykę kolaboracji podjętą przez marszałka Philippe'a Petaina, przywódcę Francji Vichy. Jednocześnie został zaatakowany przez innych działaczy kolaboracyjnych za zbyt umiarkowane stanowisko.
We wrześniu 1942 r. zmienił swoją politykę, występując przeciwko kolaboracji z Niemcami i nawiązując kontakt z konspiracyjną organizacją Réseau Alibi, powiązaną z brytyjskim wywiadem. Następnie utworzył własną podziemną organizację pod nazwą Réseau Klan, grupującą byłych członków PSF. W rezultacie 9 marca 1943 r. został aresztowany przez Sipo-SD w Clermont-Ferrand wraz z ponad 150 jego podkomendnymi. Osadzono go w obozie w Eisenbergu, a następnie w Itter. W marcu 1945 r. trafił do szpitala w Innsbrucku, gdzie 8 maja został wyzwolony przez wojska amerykańskie. Następnego dnia powrócił do Francji. Władze francuskie zastosowały wobec niego administracyjne internowanie. Zmarł 28 kwietnia 1946 r.